# Wildcats de Kansas State
Les Wildcats de Kansas State (en anglais : Kansas State Wildcats) sont un club omnisports universitaire de l'université d'État du Kansas (surnommée aussi K-State ou KSU) située à Manhattan (Kansas).
Les 14 équipes des Wildcats participent aux compétitions universitaires organisées par la National Collegiate Athletic Association.
Kansas State est membre de la Big 12 Conference depuis 1996 en NCAA Division I Football Bowl Subdivision. Avant cette date, les Wildcats ont évolué en Kansas Collegiate Athletic Conference jusqu'en 1912 puis en Missouri Valley Conference de 1913 à 1928 puis en Big Six Conference de 1928 à 1947, en Big Seven Conference de 1947 à 1958 et en Big 8 Conference de 1958 à 1996.
Sa principale enceinte sportive est le Bill Snyder Family Football Stadium, stade de football américain construit en 1968 et pouvant accueillir 50 000 spectateurs.

## Sports représentés
| Hommes (6)                                  | Femmes (8)        |
| ------------------------------------------- | ----------------- |
| Athlétisme †                                | Athlétisme †      |
| Baseball                                    | Aviron            |
| Basketball                                  | Basketball        |
| Cross country                               | Cross country     |
| Football américain                          | Football (soccer) |
| Golf                                        | Golf              |
|                                             | Tennis            |
|                                             | Volley-ball       |
| † – Athlétisme en salle et/ou en plein air. |                   |

## Football américain

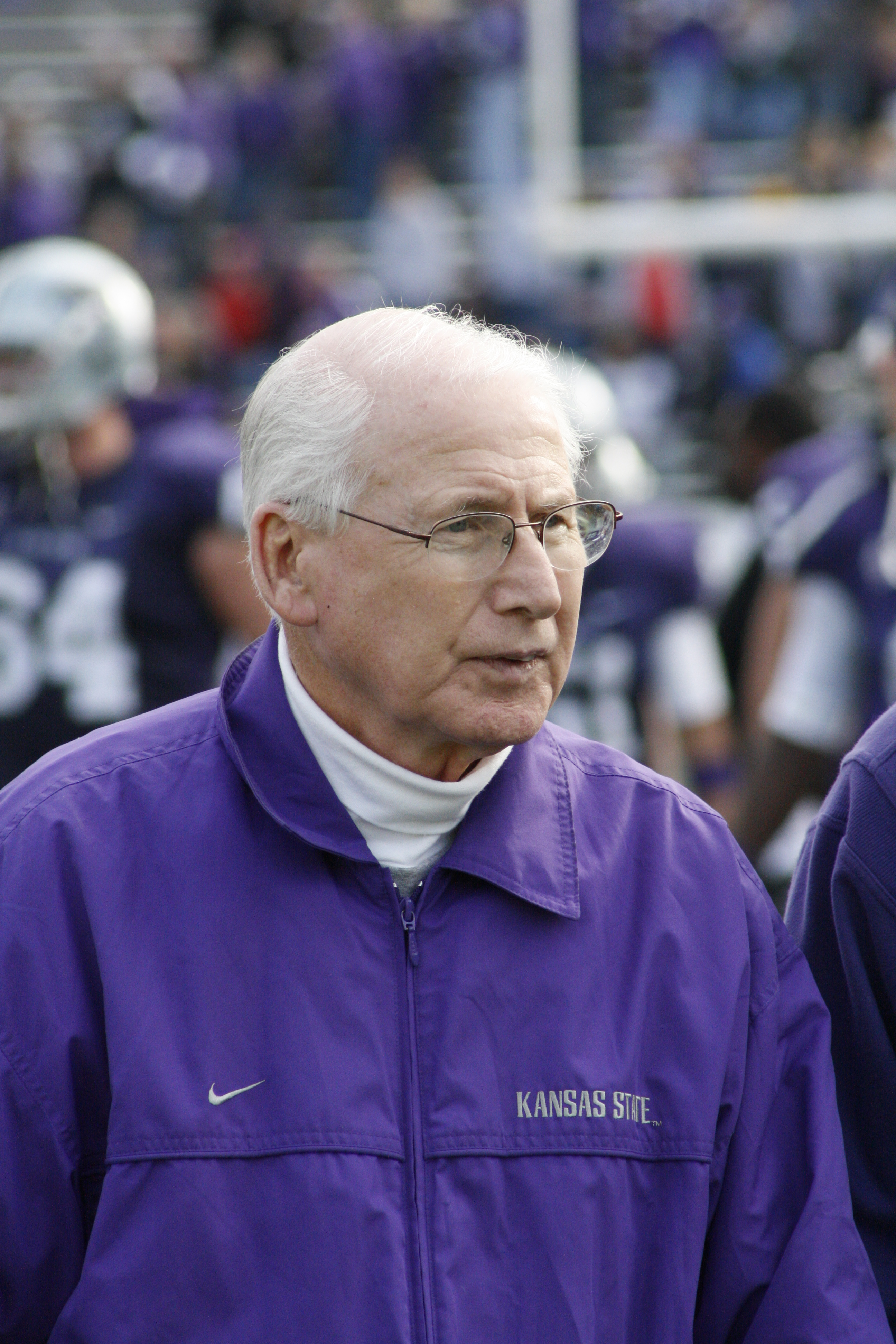
L'entraîneur Bill Snyder

L'équipe de football américain commence ses premières compétitions en 1896. 
Elle évolue actuellement au Bill Snyder Family Football Stadium, un stade de 50 000 places construit en 1967.
L'équipe, malgré quelques belles saisons dans les années 1920 et 1930 était considérée en 1989 comme la pire équipe de 1re division. Les choses changent en 1989 avec l'arrivée du nouvel entraîneur Bill Snyder (en). Les bons résultats s'enchaînent et les Wildcats atteignant la 1re place dans les classements officiels au cours de la saison 1998. Après un intermède entre 2005 et 2009 sans bon résultat avec le nouvel entraineur Ron Prince, Bill Snyder est rappelé aux commandes de l'équipe.
Lors de la saison 2012, les Wildcats réalisent de très belles performances et se classent deuxième en novembre derrière les champions en titre du Crimson Tide de l'Alabama. Ils sont pour la première fois en course pour la finale universitaire (BCS National Championship Game).

### Descriptif en début de saison 2025
- Couleurs officielles[1] : 
  - Primaire :  (mauve royal) ;
  - Secondaires :   (gris foncé, gris clair).

- Dirigeants :
  - Directeur sportif : Gene Taylor (en)
  - Entraîneur principal : Chris Klieman (en), 7e saison, bilan : 48 - 28 (63,2 %)

- Stade
  - Nom : Bill Snyder Family Football Stadium
  - Capacité : 50 000
  - Surface de jeu : pelouse artificielle (GameDayGrass 3D60H)
  - Lieu : Manhattan, Kansas

- Conférence :
  - Actuelle : Big 12 Conference (depuis 1996)
  - Ancienne : 
    - Indépendants (1893–1898)
    - Kansas College Athletic Conference/Kansas Intercollegiate Athletic Association (1899–1912)
    - Missouri Valley Intercollegiate Athletic Association (1913–1927)
    - Big 6/7/8 Conference (1928–1995)

- Internet :
  - Nom site Web : kstatesports.com
  - URL : https://www.kstatesports.com/sports/football

- Bilan des matchs :
  - Victoires : 579 (46,3 %)
  - Défaites : 675
  - Nuls : 41

- Bilan des Bowls :
  - Victoires : 12 (46,2 %)
  - Défaites : 14

- College Football Playoff : 0

- Titres :
  - Titres nationaux : 0
  - Titres de conférence : 7 (1909, 1910, 1912, 1934, 2003, 2012, 2022)
  - Titres de la division North de la Big 12 Conference : 4 (1998, 1999, 2000, 2003)

- Joueurs :
  - Vainqueurs du Trophée Heisman : 0
  - Sélectionnés All-American : 15

- Hymne : Wildcat Victory (en)
- Mascotte : Willie the Wildcat (en)
- Fanfare : The Pride Of Wildcat Land

- Rivalités :
  - Kansas (en)
  - Iowa State (en)
  - Nebraska (en)

### Palmarès
- Titre national en NCAA : Kansas State n'a remporté aucun titre national.

- Champions de conférence :

Kansas State a remporté sept (7) titres de conférence dont un (1) à égalité (†)
| Saison | Conférence                                  | Entraîneur         | Bilan global | Bilan de conférence |
| ------ | ------------------------------------------- | ------------------ | ------------ | ------------------- |
| 1909   | Kansas Intercollegiate Athletic Association | Mike Ahearn (en)   | 7–2          | -                   |
| 1910   | Kansas Intercollegiate Athletic Association | Mike Ahearn (en)   | 10–1         | -                   |
| 1912   | Kansas Intercollegiate Athletic Association | Guy Lowman (en)    | 8–2          | -                   |
| 1934   | Big 6 Conference                            | Pappy Waldorf (en) | 7–2–1        | 5–0                 |
| 2003   | Big 12 Conference                           | Bill Snyder (en)   | 11–4         | 6–2                 |
| 2012†  | Big 12 Conference                           | Bill Snyder (en)   | 11–2         | 8–1                 |
| 2022   | Big 12 Conference                           | Chris Klieman (en) | 10–4         | 7–2                 |
- Champions de division :

Kansas State a remporté quatre titres de division dont un à égalité (†)
| Saison | Conférence | Division | Entraîneur       | Finale de conférence                                                        | Finale de conférence                                                        |
| ------ | ---------- | -------- | ---------------- | --------------------------------------------------------------------------- | --------------------------------------------------------------------------- |
| Saison | Conférence | Division | Entraîneur       | Adversaire                                                                  | Résultat                                                                    |
| 1998   | Big 12     | North    | Bill Snyder (en) | Aggies de Texas A&M                                                         | P, 332ET36                                                                  |
| 1999†  | Big 12     | North    | Bill Snyder (en) | Nebraska joue la finale de conférence en fonction des critères de départage | Nebraska joue la finale de conférence en fonction des critères de départage |
| 2000†  | Big 12     | North    | Bill Snyder (en) | Sooners de l'Oklahoma                                                       | P, 24 – 27                                                                  |
| 2003   | Big 12     | North    | Bill Snyder (en) | Sooners de l'Oklahoma                                                       | G, 35 – 07                                                                  |

### Bowls
Les Wildcats ont participé à 26 bowls d'après-saison et en ont remporté 12 dont 8 sous la férule de Bill Snyder avec le prestigieux Fiesta Bowl (un des 4 bowls majeurs du BCS) en 1997 face aux Orange de Syracuse (35 à 18).
Deux maths n'apparaissent pas dans le tableau ci-dessous :
- Le premier match d'après saison régulière gagné 20 à 6 par Kansas State contre Wichita State date de 1931 parce qu'il s'agit d'un match en faveur d'un appel de fonds en raison de la Grande Dépression[2] ;
- Le Coca-Cola Bowl 1992 joué à Tokyo au Japon contre les Cornhuskers du Nebraska parcequ'il s'agit d'un match de la saison régulière[3].

| N° | Saison | Bowl                         | Résultat | Adversaire                 | Entraîneur         |
| -- | ------ | ---------------------------- | -------- | -------------------------- | ------------------ |
| 1  | 1982   | Independence Bowl 1982       | P, 3–14  | Badgers du Wisconsin       | Jim Dickey (en)    |
| 2  | 1993   | Copper Bowl 1993             | G, 52–17 | Cowboys du Wyoming         | Bill Snyder (en)   |
| 3  | 1994   | Aloha Bowl 1994              | P, 7–12  | Eagles de Boston College   | Bill Snyder (en)   |
| 4  | 1995   | Holiday Bowl                 | G, 54–21 | Rams de Colorado State     | Bill Snyder (en)   |
| 5  | 1996   | Cotton Bowl 1997             | P, 15–19 | Cougars de BYU             | Bill Snyder (en)   |
| 6  | 1997   | Fiesta Bowl 1997             | G, 35–18 | Orange de Syracuse         | Bill Snyder (en)   |
| 7  | 1998   | Alamo Bowl 1998              | P, 34–37 | Boilermakers de Purdue     | Bill Snyder (en)   |
| 8  | 1999   | Holiday Bowl 1999            | G, 24–20 | Huskies de Washington      | Bill Snyder (en)   |
| 9  | 2000   | Cotton Bowl 2001             | G, 35–21 | Volunteers du Tennessee    | Bill Snyder (en)   |
| 10 | 2001   | Insight.com Bowl 2001        | P, 3–26  | Orange de Syracuse         | Bill Snyder (en)   |
| 11 | 2002   | Holiday Bowl 2002            | G, 34–27 | Sun Devils d'Arizona State | Bill Snyder (en)   |
| 12 | 2003   | Fiesta Bowl 2004             | P, 28–35 | Buckeyes d'Ohio State      | Bill Snyder (en)   |
| 13 | 2006   | Texas Bowl 2006              | P, 10–37 | Scarlet Knights de Rutgers | Bill Snyder (en)   |
| 14 | 2010   | Pinstripe Bowl 2010          | P, 34–36 | Orange de Syracuse         | Bill Snyder (en)   |
| 15 | 2011   | Cotton Bowl 2012             | P, 16–29 | Razorbacks de l'Arkansas   | Bill Snyder (en)   |
| 16 | 2012   | Fiesta Bowl 2013             | P, 17–35 | Ducks de l'Oregon          | Bill Snyder (en)   |
| 17 | 2013   | Buffalo Wild Wings Bowl 2013 | G, 31–14 | Wolverines du Michigan     | Bill Snyder (en)   |
| 18 | 2014   | Alamo Bowl 2015              | P, 35–40 | Bruins de l'UCLA           | Bill Snyder (en)   |
| 19 | 2015   | Liberty Bowl 2016            | P, 23–45 | Razorbacks de l'Arkansas   | Bill Snyder (en)   |
| 20 | 2016   | Texas Bowl 2016              | G, 33–28 | Aggies de Texas A&M        | Bill Snyder (en)   |
| 21 | 2017   | Cactus Bowl 2017             | G, 35–17 | Bruins de l'UCLA           | Bill Snyder (en)   |
| 22 | 2019   | Liberty Bowl 2019            | P, 17–20 | Midshipmen de la Navy      | Chris Klieman (en) |
| 23 | 2021   | Texas Bowl 2022              | G, 42-20 | Tigers de LSU              | Chris Klieman (en) |
| 24 | 2022   | Sugar Bowl 2022              | P, 20-45 | Crimson Tide de l'Alabama  | Chris Klieman (en) |
| 25 | 2023   | Pop-Tarts Bowl 2023 (en)     | G, 28-19 | Wolfpack de NC State       | Chris Klieman (en) |
| 26 | 2024   | Rate Bowl 2024               | G, 44-41 | Scarlet Knights de Rutgers | Chris Klieman (en) |

### Numéros retirés
Kansas State a retiré le no 11 qui avait été porté par Lynn Dickey et Steve Grogan
| N° | Nom          | Poste | Saisons   | Date du retrait |
| -- | ------------ | ----- | --------- | --------------- |
| 11 | Lynn Dickey  | QB    | 1968–1970 | 2002            |
| 11 | Steve Grogan | QB    | 1972–1974 | 2002            |

### Récompenses individuelles

#### Joueurs
- Trophée Heisman

Depuis 1936, tle Trophée Heisman a été décerné au meilleur joueur de la saison universitaire aux États-Unis. Quatre joueurs de Kansas State ont terminé dans le Top 10 lors des votes.
| Saison | Nom                 | Poste | Rang | Points |
| ------ | ------------------- | ----- | ---- | ------ |
| 1970   | Lynn Dickey         | QB    | 10e  | 049    |
| 1998   | Michael Bishop (en) | QB    | 2e   | 792    |
| 2003   | Darren Sproles      | RB    | 5e   | 134    |
| 2012   | Collin Klein        | QB    | 3e   | 894    |
| - Davey O’Brien Award - Michael Bishop – 1998 - Johnny Unitas Golden Arm Award - Collin Klein – 2012 - Jim Thorpe Award - Terence Newman – 2002 - Kellen Moore Award - Collin Klein – 2012 | - Jack Tatum Trophy - Chris Canty – 1996 - Lou Groza Award - Martín Gramática – 1997 - Jet Award - Tyler Lockett – 2014 |

##### Entraineur
| - Paul "Bear" Bryant Award - Bill Snyder – 2011 - Walter Camp Coach of the Year - Bill Snyder – 2011 - Bobby Dodd Coach of the Year Award - Bill Snyder – 2011 | - AP Coach of the Year (en) - Bill Snyder – 1998 - Sporting News Coach of the Year (en) - Bill Snyder – 2011 - Woody Hayes Trophy - Bill Snyder – 2011 |

### Rivalités
| Équipe rivale           | Surnom de la rivalité | Trophée de la rivalité | Bilan des Wildcats | Bilan des Wildcats | Bilan des Wildcats | Bilan des Wildcats | Bilan des Wildcats | Premier match | Dernier match |
| ----------------------- | --------------------- | ---------------------- | ------------------ | ------------------ | ------------------ | ------------------ | ------------------ | ------------- | ------------- |
| Équipe rivale           | Surnom de la rivalité | Trophée de la rivalité | Nb.                | V.                 | D.                 | N.                 | %                  | Premier match | Dernier match |
| Jayhawks du Kansas      | Sunflower Showdown    | Governor's Cup         | 122                | 52*                | 65*                | 5                  | 42,5               | 1902          | 2024          |
| Cyclones d'Iowa State   | -                     | -                      | 108                | 50                 | 54                 | 4                  | 46,3               | 2017          | 2024          |
| Cornhuskers du Nebraska | -                     | -                      | 95                 | 78                 | 15                 | 2                  | 82,1               | 2011          | 2010          |
| Buffaloes du Colorado   | -                     | -                      | 67                 | 21                 | 45                 | 1                  | 31,3               | 1912          | 2024          |
Kansas
Le derby avec les voisins de l'autre université publique du Kansas est devenue une rivalité historique.
(*) La victoire de Kansas en 1980 a été annulée par la NCAA (joueur aligné non éligible). Kansas State réclamant dès lors la victoire, les deux universités ne sont pas en accord sur le bilan des matchs (52-65-5 selon K-State et 53-64-5 selon Kansas)
Iowa State
La rivalité avec ces autres voisins de l'Iowa dure depuis 1917 sans interruption.
Nebraska
Les 2 équipes sont rivales depuis qu'elles ont été membres de la Big 12 Conference en 1996 et notamment au moment où elles se disputèrent la tête de la division nord.
Colorado
Membres de la Big 8 et de la Big 12, les deux rivaux se sont rencontrés chaque saison dans plusieurs sports entre 1948 et 2010. De 2011 jusqu'en 2023, Colorado ayant rejoint la Pacific 12, le match de rivalité n'a plus été organisé. Colorado ayant réintégré la Big 12 en 2024, la rivalité a repris.

### Wildcats au College Football Hall of Fame
- Darren Sproles (intronisé en 2021)
- Charlie Bachman (intronisé en 1978)
- Mark Simoneau (intronisé en 2012)
- Bill Snyder (intronisé en 2015)
- Gary Spani (intronisé en 2002)
- Lynn "Pappy" Waldorf (intronisé en 1966)
- Michael Bishop (intronisé en 2023)

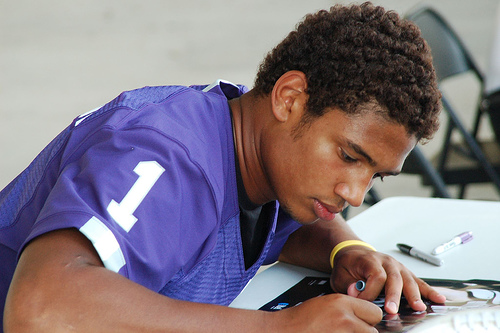
Josh Freeman, ancien quarterback des Wildcats, ici en 2007 (actuellement quarterback des Buccaneers de Tampa Bay)

### Wildcats en NFL
Pour la saison 2025, 16 anciens wildcats jouent en NFL :
| Joueur               | Équipe actuelle     | Position | Status                |
| -------------------- | ------------------- | -------- | --------------------- |
| Ekow Boye-Doe        | Arizona             | CB       | Équipe d'entraînement |
| Cooper Beebe         | Dallas              | OC       | Actif                 |
| Deuce Vaughn         | Dallas              | RB       | Actif                 |
| Russ Yeast           | Houston             | S        | Équipe d'entraînement |
| JuJu Brents          | Indianapolis        | CB       | Actif                 |
| Felix Anudike Uzomah | Kansas City         | DE       | Actif                 |
| KT Leveston          | Los Angeles         | OG/OT    | Réserviste            |
| Cody Whitehair       | Las Vegas (Raiders) | OG       | Actif                 |
| Dalton Risner        | Minnesota           | OG       | Actif                 |
| Timmy Horne          | New York (Giants)   | DT       | Actif                 |
| Adrian Martinez      | New York (Jets)     | QB       | Réserviste            |
| D. J. Reed           | New York (Jets)     | CB       | Actif                 |
| Skylar Thompson      | Pittsburgh          | QB       | Réserviste            |
| Tyler Lockett        | Seattle             | WR       | Actif                 |
| Josh Hayes           | Tampa Bay           | CB       | Actif                 |
| Khalid Duke          | Tennessee           | OLB      | Actif                 |
| Cornelius Lucas      | Washington          | OT       | Actif                 |
| Ben Sinnott          | Washington          | TE       | Actif                 |

## Traditions

### Mascotte

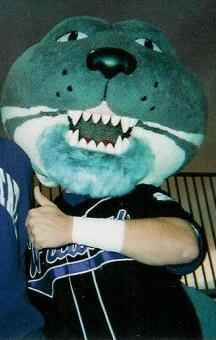
Willie en 2002 lors d'un match de baseball.

Au début des années 1900s, les équipes sportives de Kansas State étaient initialement surnommées les « Aggies ». Ce nom est encore très utilisé dans un quartier composé essentiellement de bars, restaurants et magasins jouxtant l'université dénommé Aggieville (en).
Le surnom évolue au fil des ans et des évènements :
- 1906-1909: un labrador noir dénommé Boscoe représente K-State aux matchs de baseball et de football américains ;
- 1915: Avant le début de la saison, le nouvel entraîneur John Bender surnomme son équipe les gave « Wildcats » ;
- 1917: sous l'entraîneur Z.G. Clevenger les équipes sportives sont appelées « Aggies » ou « Farmers »[6] ;
- 1920: l'entraîneur Charles Bachman reprend le programme de football qui retrouve le surnom de  « Wildcats » que les fans adoptent largement ;
- 1922-1978: de vrais lynx (bobcat en anglais) nommés « Touchdown » (I à XI), sont utilisés lors des matchs comme mascotte vivante. Ces animaux provenaient du « Sunset Zoo » de Manhattan jusqu'aux années 1980s. « Touchdown I » fut blessé dans l'Idaho lors d'une rencontre avec un porc-épic et a du être confié à un centre de traitement à Manhattan. L'animal n'a pu assister à un match de football universitaire puisqu'il est mort d'une pneumonie peu de temps après son arrivée dans ce centre. « Touchdown II » l'a rapidement remplacé et a été présent aux matchs pendant 14 saisons[7].

Une mascotte costumée apparaît en 1947. L'apparence de Willie va souvent changer au fil des ans et elle sera influencée largement par le logo de l'université représentant un chat sauvage (Powercat). « Willie le Wildcat » est connu pour porter des uniformes adaptés en fonction de l'équipe et du sport pratiqué (football américain, volleyball, basketball, baseball et football).  De plus, Willie est connu pour porter des tenues spécifiques pour des événements spéciaux tels qu'un smoking, une tenue de motard pour le Harley Day, des treillis de l'armée pour le Fort Riley Day, des costumes d'Halloween et diverses autres tenues pour des soirées à thème.
Willie est connu pour être dur mais aussi espiègle. Il est le personnage  préféré des fans de K-State. L'étudiant dans le costume et dont l'identité est gardée secrète, change régulièrement après quelques années. Willie est connu pour surfer sur la foule et il fait également un « push-up » lorsque, pendant les matchs de football américain, les Wildcats inscrivent un touchdown ou un field goal. Il dirige également les foules lors des chants, bouge ses bras et ses jambes pour former les lettres « K »-« S »-« U » et donne des coups de poing pour signaler à la foule de crier « WILDCATS » trois fois de suite. Willie signe également divers objets en utilisant sa signature emblématique, « Willie Wildcat » en  remplaçant les lettres « W » par une empreinte de patte.

### Évènements spéciaux
Depuis 1915, Kansas State organise un Homecoming (en) (retour à la maison) annuel pour ses anciens élèves avant un match à domicile de football américain D'autres évènements se sont développés dans le respect de la tradition de l'université.
Une fois par an, se déroule le Fort Riley Day, permettant aux soldats de l'United States Army casernés à proximité d'assister gratuitement au match en reconnaissance des services rendus à la nation. Depuis 2008, la mascotte costumé, Willie the Wildcat, porte des treillis de l'US Army à la place des habits habituels. Le match organisé à cette occasion atteint souvent des sommets.
Une autre journée spéciale est appelée le Harley Day. À cette occasion, Willie porte un gilet ou une veste en cuir sur son uniforme de football habituel. Il entre dans le stade sur une moto de marque Harley-Davidson suivi par environ 50 autres fans de K-State à moto.
Kansas State organise également un « Band Day » dédié aux fanfares des lycées de la région.

### Slogans et surnoms
Quelques slogans et autres surnoms sont liés aux Wildcats de Kansas State :
- EMAW est un acronyme de Every Man a Wildcat. La phrase complète remonte à plusieurs décennies, à une époque où elle ornait la tribune de la presse de l'Ahearn Fieldhouse (en). L'acronyme est utilisé depuis les années 1990 et on dit qu'il symbolise le fait que l'on fait partie de la « nation Wildcat »[12] ;
- l'entraineur Bill Snyder (en) a établi le « 16 Goals For Success » (en français, 16 objectifs pour le succès) comme guide pour l'équipe de football de K-State ;
- « Family » est le slogan le plus récent associé à l'équipe de football américain. Il a été rendu très populaire par Bill Snyder et il apparaisait sur les casques et uniformes des joueurs ;
- Le « Lynch Mob » est le surnom des équipes défensives de Kansas State depuis les années 1990[13],[14]. Le terme a une résonance historique parce que Manhattan était réputée pour le lynchage des voleurs de chevaux comme moyen de justice frontalière pendant la brève ère de la Conquête de l'Ouest (Wild West) dans les années 1860[15].

### Good for a first down
En 1992, K-State a installé une nouvelle tribune de presse où se trouve installé le préposé à la sonorisation. Ce dernier va aider à démarrer ce qui allait devenir une tradition de K-State. Après une première tentative réussie des Wildcats, l'annonceur a déclaré au micro : Good for a Wildcast first down (Bon pour un premier down des Wildcats en français). L'annonceur actuel ne doit plus dire cette phrase entièrement puisqu'elle est systématiquement reprise par les fans dès la réussite d'un 1er down. 

### Chant de combat de l'université
L'hymne « Wildcat Victory (en) » est l'officielle chanson de combat des Wildcats du Kansas. Il a été écrit en 1927 par Harry E. Erickson alors que l'université était encore dénommée Kansas State Agricultural College.
En plus de cette chanson, la fanfare de l'université de l'État du Kansas joue également couramment « Wabash Cannonball (en) » comme chanson de combat alternative. La « Kansas Wildcats March » de John Philip Sousa, écrite pour l'université, est la marche officielle de l'État du Kansas.
À l'occasion, « Wildcat Victory » peut être joué par d'autres groupes pour honorer un ancien élève notable de l'Université. .
| Wildcats Victory | Wabash Cannonball (refrain) |
| --- | --- |
| « Fight, you K-State Wildcats, For alma mater fight ! FIGHT !, FIGHT !, FIGHT! Glory in the combat For the purple and the white. Faithful to our colors We shall ever be Fighting, ever fighting For a Wildcat victory. Go State ! » | « Now listen to the jingle, and the rumble, and the roar, As she dashes thro' the woodland, and speeds along the shore, See the mighty rushing engine, hear her merry bell ring out, As they speed along in safety, on the "Great Rock-Island Route." » |

## Autres sports

### Basket-ball
L'équipe de basket-ball commence ses activités en 1902 et atteint le Final Four à quatre reprises (finaliste en 1951). L'équipe masculine a remporté 17 titres de champion de conférence tandis que les femmes l'on remporté à deux reprises. Elles évoluent au Bramlage Coliseum, une enceinte de 12 528 places.

### Baseball
L'équipe de baseball est fondée en 1897 et remporte sept titres de champion de conférence. Elle évolue au Tointon Family Stadium, un petit stade pouvant accueillir 2 000 personnes. Elle est aussi célèbre pour avoir eu dans ses rangs Earl Woods, le père de Tiger Woods.

### Volleyball
L'équipe féminine de volley-ball est une des meilleures du pays. Elle est fondée en 1974 et a remporté son premier titre de champion de conférence en 2003. Elle évolue à la Ahearn Field House (5 000 places qui a aussi accueilli les compétitions de basket-ball jusqu'à la construction d'une nouvelle salle en 1987.